# Strychnos
- Commons
- Wikispecies

Estricno (Strychnos L.) é um género botânico pertencente à família Loganiaceae.

## Sinonímia
- Atherstonea Pappe
- Ignatia L.f.
- Scyphostrychnos S.Moore

## Espécies
- Strychnos abyssinica
- Strychnos aculeata
- Strychnos acuminata
- Strychnos acuta
- Strychnos acutissima
- Strychnos ignatii
- Lista completa

## Classificação do gênero
| Sistema | Classificação                      | Referência               |
| ------- | ---------------------------------- | ------------------------ |
| Linné   | Classe Pentandria, ordem Monogynia | Species plantarum (1753) |

- (em alemão) PPP-Index
- (em inglês) USDA Plants Database
- (em inglês) Plant Systematics
- (em inglês) Strychnos em Florabase 
        (Ver descrição Strychnos)
- (em inglês) Referência ITIS: Strychnos
- (em inglês) Referência NCBI Taxonomy: Strychnos
- (em inglês) Referência GRIN gênero Strychnos